# バトルサッカー2
『バトルサッカー2』は、バンプレストが1994年11月25日に発売したスーパーファミコン用ソフト。ジャンルはサッカーゲーム。

## 概要
SDにディフォルメされたロボットアニメや特撮作品のキャラクターが戦うクロスオーバー作品「コンパチヒーローシリーズ」の1つ。シリーズ内シリーズのバトルサッカーシリーズ第2作目にあたり、ウルトラシリーズ、仮面ライダーシリーズ、ガンダムシリーズのチームを組んでサッカーで対決する。今作には同社が発売しているスーパーロボット大戦シリーズから、オリジナルキャラクターの『魔装機神サイバスター』が出演している。
システム面では対戦モードであるエキビションと選んだチームで勝ち続けるトーナメントがある。

## リーグとチーム

### USER

#### ニュータイプ
- ΖΖガンダム
- Ζガンダム
- GP01
- リガズィ
- ガンダムMKーII
- メタス
- ガンキャノン
- ジム

#### ザ・メガトンパワー
- ノーバ
- レッドキング
- メトロン星人
- 恐竜戦車
- ツインテール
- メフィラス星人
- ベムスター
- ジャミラ

#### ウルトラファミリーズ
- ウルトラマンパワード
- ウルトラの父
- ウルトラマングレート
- ゾフィー
- ウルトラマンタロウ
- ウルトラセブン
- ウルトラマン
- ピグモン

#### ショッカーのみなさん
- ヘルガデム
- カイザーグロウ
- シャドームーン
- グランザイラス
- イカデビル
- ゴルゴス
- ブラックサタン
- カメバズーカ

#### サイクロン
- 仮面ライダーストロンガー
- 仮面ライダーブラックRX
- 仮面ライダースーパー1
- 仮面ライダーZX
- 仮面ライダーアマゾン
- 仮面ライダーX
- 仮面ライダーV3
- 仮面ライダー1号

#### Z・T・Cユニオン
- サイコガンダムMKII
- ベルガ・ギロス
- ビグザム
- サザビー
- ズサ
- ケンプファー
- ザクII
- ズゴックE

### Bリーグ

#### ドラッグスター
- ノーバ
- ビグザム
- ケンプファー
- ツインテール
- メフィラス星人
- ズゴックE
- ザクII
- ジャミラ

#### ビー・ザ・キラーズ
- ヘルガデム
- ベムスター
- ツインテール
- ゴルゴス
- イカデビル
- メフィラス星人
- ジャミラ
- カメバズーカ

#### ブラックアップル
- サイコガンダムMKII
- ブラックサタン
- イカデビル
- ケンプファー
- ザクII
- ゴルゴス
- カメバズーカ
- ズゴックE

#### ギリアムズ
- ウルトラマンパワード
- ガンダムMKII
- メタス
- ウルトラセブン
- ウルトラマン
- ガンキャノン
- ジム
- ピグモン

#### シェルワンツチーム
- 仮面ライダーストロンガー
- ウルトラマンタロウ
- ウルトラセブン
- 仮面ライダーX
- 仮面ライダーV3
- ウルトラマン
- ピグモン
- 仮面ライダー1号

#### ヘルムメターチーム
- ΖΖガンダム
- 仮面ライダーアマゾン
- 仮面ライダーX
- メタス
- ガンキャノン
- 仮面ライダーV3
- 仮面ライダー1号
- ジム

### Aリーグ

#### フライングバット
- ノーバ
- バルタン星人
- レッドキング
- メトロン星人
- 恐竜戦車
- ベムスター
- ツインテール
- メフィラス星人

#### ムーバブルチーム
- ヘルガデム
- ドラス
- カイザーグロウ
- シャドームーン
- グランザイラス
- ブラックサタン
- ゴルゴス
- イカデビル

#### チームウィンズ
- サイコガンダムMKII
- αアジール
- ベルガ・ギロス
- サザビー
- ビグザム
- ズサ
- ケンプファー
- ズゴックE

#### アーチェルチーム
- ウルトラマンパワード
- ウルトラマンキング
- ウルトラの父
- ウルトラマングレート
- ゾフィー
- ウルトラマンタロウ
- ウルトラセブン
- ウルトラマン

#### ラムズ
- 仮面ライダーストロンガー
- 仮面ライダーZO
- 仮面ライダーブラックRX
- 仮面ライダーZX
- 仮面ライダースーパー1
- 仮面ライダーアマゾン
- 仮面ライダーX
- 仮面ライダーV3

#### ドルフィンズ
- ΖΖガンダム
- νガンダム
- Ζガンダム
- リガズィ
- GP01
- ガンダムMKII
- メタス
- ガンキャノン

### SLEAGUE

#### チームフェイシング
- ノーバ
- αアジール
- ベルガ・ギロス
- サザビー
- サイコガンダムMKII
- バルタン星人
- レッドキング
- メトロン星人

#### カプリコーン
- サイコガンダムMKII
- ヘルガデム
- ドラス
- カイザーグロウ
- シャドームーン
- αアジール
- ベルガ・ギロス
- サザビー

#### チームスコーピオン
- ヘルガデム
- ノーバ
- バルタン星人
- レッドキング
- メトロン星人
- ドラス
- カイザーグロウ
- シャドームーン

#### イーグルチーム
- 仮面ライダーストロンガー
- ウルトラマンパワード
- ウルトラマンキング
- ウルトラの父
- ウルトラマングレート
- 仮面ライダーZO
- 仮面ライダーブラックRX
- 仮面ライダースーパー1

#### ウルフチーム
- ウルトラマンパワード
- νガンダム
- Ζガンダム
- ΖΖガンダム
- GP01
- ウルトラマンキング
- ウルトラの父
- ウルトラマングレート

#### ユニコーンチーム
- ΖΖガンダム
- 仮面ライダーZO
- 仮面ライダーブラックRX
- 仮面ライダースーパー1
- 仮面ライダーZX
- νガンダム
- Ζガンダム
- GP01

### その他

#### ドリームチーム
トーナメント決勝戦で登場するチーム。
- ロア
- サイバスター
- νガンダム
- 仮面ライダーZO
- ウルトラマンキング
- ウルトラの父
- 仮面ライダーブラックRX
- ΖΖガンダム

#### なぞのひつじさんたち
バトルモードでしか選べない隠しチーム。
- ロア
- なぞのひつじ×7

## ステージ
- スタジアム
- キャニオン
- アイスバーン
- コスモ
- ファクトリー
- デザート